# مسعود همامي
مسعود همامي (1 مايو 1983 بأصفهان في إيران - ) هو لاعب كرة قدم إيراني في مركز حراسة المرمى. لعب مع نادي باس همدان ونادي برسبوليس ونادي بيكان ونادي تراكتور سازي ونادي ذوب آهن أصفهان ونادي راه آهن ونادي سباهان أصفهان ونادي شهرداري تبريز ونادي فجر شهيد سباسي.